# Roncenay
Roncenay település Franciaországban, Aube megyében. Lakosainak száma 170 fő (2022. január 1.). Roncenay Assenay, Bouilly, Saint-Jean-de-Bonneval, Saint-Pouange, Villemereuil és Villy-le-Maréchal községekkel határos.

## Népesség
A település népessége az elmúlt években az alábbi módon változott:
| Lakosok száma | 75   | 121  | 165  | 132  | 148  | 157  | 159  | 159  | 159  | 170  |
|               | 1968 | 1982 | 1990 | 2006 | 2013 | 2015 | 2017 | 2019 | 2020 | 2022 |